# Jeremiah Stamler
Jeremiah Stamler (New York, 27 ottobre 1919 – Sag Harbor, 26 gennaio 2022) è stato un cardiologo, epidemiologo e attivista statunitense.
Divenne noto per gli studi sull'influenza di vari fattori di rischio sull'insorgenza di patologie coronariche e per gli studi sul ruolo del sale alimentare e di altri nutrienti nell'eziologia dell'ipertensione e delle malattie cardiovascolari
A Stamler è riconosciuta la stessa paternità del termine "fattore di rischio" nel campo della cardiologia. Era considerato uno dei padri fondatori della disciplina della cardiologia preventiva.
Divenne professore emerito di medicina preventiva alla Northwestern University di Chicago. Per i suoi contributi all'epidemiologia, nel 1988 fu insignito della Donald Reid Medal conferita dalla London School of Hygiene and Tropical Medicine.
Dagli anni cinquanta, Jeremiah Stamler trascorse parte del suo tempo in Italia meridionale, nella frazione Pioppi del comune di Pollica, in località Minnelea, luogo che elesse a sua dimora estiva insieme ad altri medici e fisiologi, come Ancel Keys, Martti Karvonen, Flaminio Fidanza, Mario Mancini, Alberto Fidanza, ai quali era legato da comuni interessi di ricerca sui fattori di rischio e di prevenzione legati ai diversi regimi alimentari, tra i quali la dieta mediterranea.
Alla sua carriera scientifica, Stamler ha affiancato un lungo impegno come attivista politico nel campo della lotta per i diritti civili, in particolare in favore delle libertà civili delle comunità afroamericane, incappando anche nei sospetti e nelle accuse del Commissione per le attività antiamericane (HUAC) che nel 1968 lo perseguì per via giudiziaria. Stamler oppose una strenua resistenza, guadagnandosi il sostegno di un vasto e qualificato movimento d'opinione, in un celebre caso davanti alla Corte Suprema degli Stati Uniti d'America, noto come «Stamler contro Willis». Dopo anni di azioni legali e civili, in cui la sua libertà civile e il suo impiego accademico furono in bilico, Stamler riuscì a vincere, conservando anche la sua posizione accademica, mentre, a detta di molti, fu proprio il discredito che il caso aveva gettato sulla Commissione per le attività antiamericane a determinarne lo scioglimento, decretato dal governo degli Stati Uniti nel 1975.

## Biografia

### Origini e carriera
Stamler nacque a New York nel 1919, da una famiglia di ebrei russi emigrati negli Stati Uniti d'America dalla Russia: suo padre George svolgeva la professione di dentista, mentre sua madre, Rose Baras, era un'insegnante. Crebbe a West Orange, nel New Jersey, dove la sua famiglia si era stabilita quando Stamler aveva sei mesi. Studiò medicina alla Columbia University di New York e al Long Island College Hospital Medical School (poi divenuto SUNY Downstate Medical Center, presso la State University of New York) dove, nel 1943, conseguì il titolo di Medicinae Doctor (MD). Dopo il dottorato, fu arruolato nell'esercito americano durante la seconda guerra mondiale, nel quale rimase fino al 1946, quando fu congedato con onore e con il grado di capitano.
Si trasferì a Chicago nel dicembre 1947, dove, nel 1948, iniziò a lavorare nel campo della ricerca cardiovascolare presso il Michael Reese Hospital, sotto la guida di Louis N. Katz, futuro vincitore del Premio Lasker-DeBakey per la Ricerca Medica Clinica nel 1956. Con Louis Katz collaborò per anni a ricerche sperimentali sulle interazioni tra fattori come dieta, ormoni, pressione sanguigna, e grassi nella genesi delle patologie cardiovascolari. I loro studi confluirono in una monografia dal titolo Experimental Atherosclerosis, pubblicata nel 1953 e divenuta un classico. In quello stesso anno, Stamler si trasferì alla Chicago Board of Health, dove stabilì il primo Heart Disease Control Program (Programma di controllo delle patologie cardiache, divenuto, in seguito, Chronic Disease Control Division, Divisione per il controllo delle patologie croniche). Nel 1962 si recò a Città del Messico per la sua prima esperienza a un'edizione del World Congress of Cardiology, dove doveva presentare i suoi studi epidemiologici sui livelli plasmatici di colesterolo su uomini e donne, bianchi e di colore. Appena entrato nella hall del congresso per accreditarsi, si imbatté in Ancel Keys e Paul Dudley White, quest'ultimo celebre cardiologo e medico personale di Dwight Eisenhower; i due, dopo averlo salutato cordialmente, lo cooptarono su due piedi nel comitato di ricerca della World Heart Federation, del quale White era presidente. Quattro anni più tardi, a Nuova Delhi, durante i lavori della successiva edizione del World Congress of Cardiology, fu incaricato di creare, insieme ad Ancel Keys, un consiglio sull'epidemiologia e la prevenzione.
Nel 1963 pubblicò, il libro divulgativo Your Heart Has Nine Lives: Nine Steps to Heart Health, scritto con la collaborazione di Alton L. Blakeslee, divulgatore scientifico della Associated Press, in cui si esponevano, per il grande pubblico, i risultati delle ricerche sui concomitanti fattori di rischio e i consigli riguardanti la dieta e lo stile di vita per migliorare la salute cardiovascolare.
Nel 1972 fu chiamato a presiedere l'appena istituito Dipartimento di salute pubblica e di medicina preventiva (Department of Community Health and Preventive Medicine alla Feinberg School of Medicine della Northwestern University, dove gli fu affidata anche la Dingman Professorship presso la cattedra di cardiologia che egli trasformò in un efficace centro di ricerca e prevenzione.
Dal 1984 al 1997 è stato Principal investigator dell'INTERSALT Study, condotto in vari paesi su oltre 10.000 soggetti, incentrato sugli effetti ipertensivi dovuti all'assunzione di alti livelli di sodio in adulti di età superiore a 35 anni.

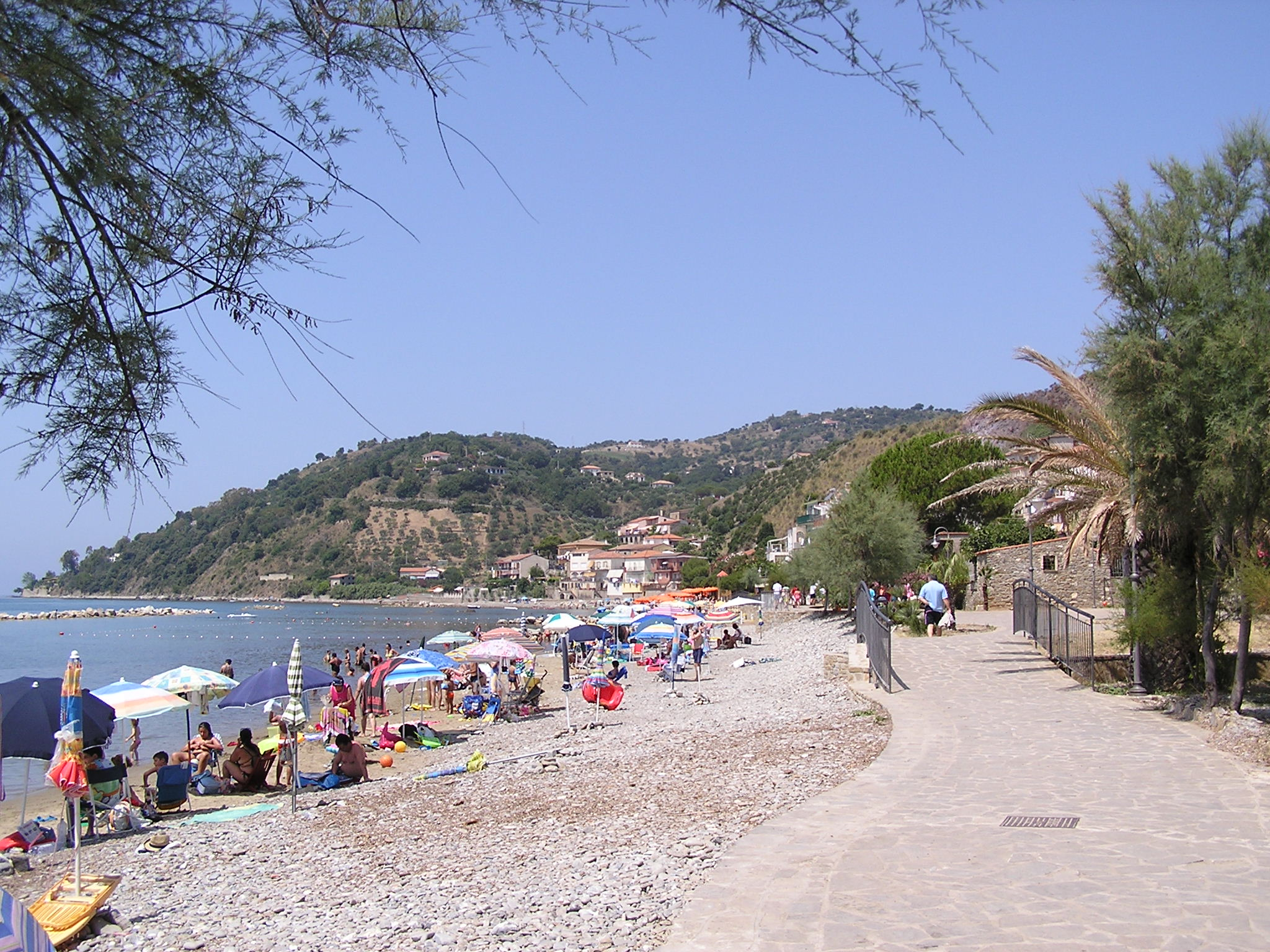
Il litorale di Pioppi. Sullo sfondo, a sinistra, la punta di Minnelea

Nel giugno 1942 aveva sposato la sociologa Rose Steinberg (1922–1998), con la quale ha lavorato su ricerche cardiovascolari fino alla morte di lei, avvenuta nel 1998. Dall'unione, nel 1950 è nato un figlio, Paul J. Stamler. Nel 2004, Stamler ha sposato in seconde nozze un'amica d'infanzia, Gloria Brim Beckerman, scrittrice e poetessa, docente emerita di letteratura alla Adelphi University, vedova di Bernard Beckerman (1921-1985), studioso di William Shakespeare e di teatro elisabettiano.
Dopo il pensionamento è stato collocato nella posizione di professore emerito di medicina preventiva presso la Northwestern University, continuando l'attività scientifica, insieme alla moglie Gloria, viaggiando e dividendosi tra Pioppi, Chicago, Manhattan, e Long Island.
In Italia ha collaborato con l'epidemiologa Simona Giampaoli e l’illustratore Franco Bevilacqua per la pubblicazione del libro divulgativo "Per mantenersi in forma basta poco", mirato a divulgare le buone pratiche per acquisire e mantenere la salute grazie alle conoscenze acquisite dalla ricerca.

### Attivismo politico: il caso HUAC e la vertenzaStamler v. Willis
Stamler è stato sempre un attivista votato nella difesa dei diritti civili e un sostenitore del Movimento per i diritti civili (Civil rights movement) per l'affermazione diritti degli afroamericani. Il suo impegno, unito al coinvolgimento e ai legami con gruppi politici radicali, lo trascinò in una celebre vicenda giudiziaria. Nel maggio 1965 (insieme a Yolanda Hall del Partito Comunista degli Stati Uniti d'America e ad altri attivisti di Chicago), Stamler fu chiamato a testimoniare sub poena davanti alla Commissione per le attività antiamericane (House Committee on Un-American Activities, meglio nota come HUAC) sui trascorsi e sui legami avuti con movimenti radicali. In tutta risposta, Stamler, insieme a Yolanda Hall, propose ricorso per chiedere che il mandato del comitato fosse dichiarato incostituzionale in quanto tendente a esercitare un effetto di scoraggiamento, per la minaccia di conseguenze legali, sull'esercizio delle libertà civili (il cosiddetto "chilling effect" del sistema legale statunitense). Dopo che la richiesta fu rigettata dal giudice distrettuale Julius Hoffman (lo stesso del controverso caso dei Chicago Seven nel 1968), Stamler fece ricorso in appello; quando ebbero inizio le audizioni del comitato e giunse il suo turno per rendere testimonianza, si appellò all'iniziativa da lui intrapresa in sede giurisdizionale e si rifiutò di testimoniare fino a che non fosse giunto a conclusione il giudizio pendente. Con questa motivazione, Stamler abbandonò l'audizione, ma dal suo comportamento scaturì una citazione in giudizio per intralcio al Congresso degli Stati Uniti d'America (Contempt of Congress) che si trasformò in una formale incriminazione nel 1967. Il caso si trascinò per alcuni anni, fino a che, nel 1973, il governo degli Stati Uniti (amministrazione Richard Nixon) si accordò per il non luogo a procedere; a sua volta, Stamler accondiscese a rinunciare al processo civile da lui intentato contro la Commissione per le attività antiamericane. Due anni dopo, nel 1975, lo HUAC, che dal 1969 aveva cambiato nome in House Committee on Internal Security (HCIS), sarebbe stato abolito dalla Camera dei rappresentanti degli Stati Uniti d'America. Secondo l'opinione di molti, la decisione politica fu determinata proprio dal discredito riversatosi sullo HUAC durante l'azione promossa nei confronti di Stamler.

## Riconoscimenti
- 1964: American Heart Association (AHA) Award for Outstanding Efforts in Heart Research, 1964;
- 1967: AHA Award of Merit;
- 1980-1981: AHA Service Award, 1980–81;
- 1981: AHA Research Achievement Award, 1981;
- 1987: AHA Distinguished Achievement Award, 1987
- 1988: Donald Reid Medal assegnata dal comitato congiunto tra il Royal College of Physicians e la London School of Hygiene & Tropical Medicine (LSHTM, presso l'Università di Londra);
- 1992: Gold Heart Award dell'American Heart Association 1992.
- Nel 1990, il comitato esecutivo della American Heart Association lo ha onorato istituendo il Jeremiah Stamler, MD New Investigator Award, un riconoscimento destinato a premiare ricercatori nel campo della ricerca medica.

### Altri riconoscimenti
Tra gli altri significativi riconoscimenti, vi sono: il Gold Heart Award ricevuto dalla filiale di Chicago della American Heart Association; il National Cholesterol Award assegnatogli nella prima edizione della National Cholesterol Conference; Il James D. Bruce Memorial Award for Distinguished Contributions in Preventive Medicine dall'American College of Physicians.